# Pedrão (futebolista)
Christiano Florêncio da Silva, mais conhecido como Pedrão (Jaboticabal, 5 de abril de 1978), é um ex-futebolista brasileiro que atuava como atacante.
É o jogador com mais atuações e o maior artilheiro do Grêmio Barueri com 131 gols.
Seu apelido veio da infância, por ter sido atropelado pelo caminhão da empresa de botijões de gás, cujo nome era "Pedrão", quando jogava uma pelada com os amigos na rua da casa em que morava. Depois de se profissionalizar, Pedrão continuou com o apelido.

## Carreira
Pedrão começou no futebol profissional com dezenove anos, atuando pelo Jaboticabal, da sua cidade natal. Jogou nos anos seguintes em equipes do interior de São Paulo e no São Raimundo. Ainda atuou por uma equipe tunisiana, mas voltou ao Brasil porque o clube não havia pago pelos seus direitos federativos.
No final de junho de 2006, foi emprestado pelo Grêmio Barueri à Portuguesa. Após sua passagem pelo clube da capital paulista, que, segundo o atleta, "foi um período complicado", Pedrão ainda jogou no Seognnam Ilhwa Chunma, antes de voltar ao Grêmio Barueri, que é um time "em que confia e se identifica".
Em 2008, foi artilheiro do Barueri no Paulista e Brasileirão, com 11 e 13 gols, respectivamente, sendo um dos principais artilheiros do Brasil no ano.
Após ser artilheiro do Campeonato Paulista 2009, com dezesseis gols e estar na artilharia do Campeonato Brasileiro de 2009, com seis gols em oito jogos, Pedrão chamou atenção de outros clubes. Assim, no dia 28 de junho de 2009, Pedrão acertou sua transferência para o Al Shabab. O atacante, porém, não descartou seu retorno ao time paulista depois de ganhar mais dinheiro.
Em julho de 2010, chega ao Goiás. Em setembro do mesmo ano, rescindiu contrato com o clube.
Em 14 de setembro de 2010, após receber um adiantamento em dinheiro do Santo André, ele é anunciado como reforço do mesmo, mas vendo que a melhor proposta era do time vizinho, ele acerta com São Caetano.
Em 2011, acertou com o Linense para a disputa do Paulistão. Após apenas quatro jogos disputados, se transferiu para o Vitória ainda em janeiro. Depois de 29 dias anunciado no Vitória, o jogador pediu o seu desligamento do clube devido a falta de oportunidade que vinha tendo no elenco (fez apenas dois jogos) e retornou ao Linense.
Em abril de 2011, aceitou o convite do Jaboticabal, clube que o revelou, para uma jogar uma partida em comemoração ao seu centenário.
Voltou ao Grêmio Barueri em 2011 para a disputa da Série B do Campeonato Brasileiro. Em agosto de 2011, chega ao gol 130 com a camisa do Grêmio Barueri. Foi liberado da equipe de Barueri antes mesmo do fim do Brasileirão da Série B e acertou para jogar em 2012 no América-SP.
Em julho de 2012, acerta com o Guarujá para a disputa do Campeonato Paulista da Segunda Divisão.
Teve uma passagem relâmpago pelo Ubiratan na Série B do Campeonato Sul-Mato-Grossense em 2013, atuando em uma única partida.
Em 2014, acerta com o Rio Branco EC para a Série A-2 do Campeonato Paulista. Posteriormente, Pedrão acerta contrato para disputar o Campeonato Paulista da Segunda Divisão pela Associação Atlética Internacional de Bebedouro, no dia 1º de maio de 2014, anunciou que se aposentará no final da temporada, afirmando que "corpo não responde mais".
Em fevereiro de 2015, assume diretoria de futebol do Ubiratan.
Em julho de 2015, acertou com o Itaporã para a disputa da Série B do Campeonato Estadual.
Foi gerente de futebol do Sete de Setembro, campeão sul-mato-grossense em 2016.

## Títulos
Grêmio Barueri
- Campeonato Paulista - Série A3: 2005
- Campeonato Paulista - Série A2: 2006
- Campeonato Paulista do Interior: 2008

## Artilharia
- Campeonato Paulista 2009: 16 gols[6]
- Maior Artilheiro da história do Grêmio Barueri: 202 Jogos e 123 Gols.